# Catalaans Archief voor Etnografie en Folklore
Het Catalaans Archief voor Etnografie en Folklore  of Arxiu d'Etnografia i Folklore de Catalunya is een verzameling documenten uit de eerste helft van de twintigste eeuw over de volkscultuur in Catalonië. Het werd in 1915 opgericht door Tomàs Carreras i Artau, hoogleraar ethiek aan de Universiteit van Barcelona. Op zijn hoogtepunt beschikte het over een netwerk van 300 medewerkers verspreid over het hele land. In 1968 werd het gesloten wegens gebrek aan financiering. De collectie leed een sluimerend bestaan in het Instituut Milà i Fontanals in Barcelona tot Lluís Calvo i Calvo in 1986 begon met de inventaris en een catalogus publiceerde. Wegens de kwetsbaarheid van veel documenten is het archief enkel toegankelijk voor specialisten.

## Geschiedenis
In de geschiedenis van het Archief zijn vier fases te onderscheiden. Tussen 1915 en 1927 begon Tomas Carreras etnografische, psychologische en ethische gegevens uit Catalonië te verzamelen, samen met zijn studenten en een netwerk van medewerkers. Hij begon ook met enquêtes en publiceerde een handboek voor etnografisch onderzoek (Manual per a recerques d'Etnografia de Catalunya), een van de eerste serieuze methodologische werken in de toen nog jonge wetenschap van de etnografie. Het archief publiceerde ook twee jaargangen van het tijdschrift Estudis i Materials.
Na de eerste jaren van bloei wordt het wat rustiger. In 1936, bij het uitbreken van de Spaanse Burgeroorlog valt het werk helemaal stil. Als bekennend en prominent katholiek voelt Carreras zich niet veilig en vlucht in hetzelfde jaar nog naar het buitenland. Het archief wordt geplunderd en veel stukken gaan verloren of worden her en der verspreid. In 1939 keert Carreras terug en neemt zijn doceeropdracht aan de Universiteit opnieuw op. Hij slaagt erin een deel van het archief opnieuw bijeen te brengen en hij begint het materiaal te reorganiseren. In 1945 brengt hij het fonds onder bij de Hoge Raad voor Wetenschappelijk Onderzoek (CSIC) in Barcelona. Na het overlijden van Carreras in 1954 neemt Lluís Pericot i Garcia, geschiedkundige en archeoloog, het beheer van het archief over. Bij gebrek aan financiële middelen, het conserveren van de Catalaanse volkscultuur was niet echt een prioriteit onder de franquistische dictatuur, wordt het archief in 1968 definitief gesloten.
Na de Spaanse democratische overgang begint de afdeling Antropologie van het Milà i Fontanals in 1986 met de restauratie en inventarisatie van het fonds. In 1994 publiceert Lluís Calvo een eerste catalogus van de etnografische en fotografische stukken. Sedert 2012 wordt de catalogus geïntegreerd in die van het netwerk van bibliotheken en archieven van het CSIC. Het is nog niet publiek toegankelijk.

## Collectie
Het fonds bevat ongeveer 2500 foto's, 1000 prentkaarten, krantenknipsels, 22.000 volksspreuken, een 15.000 antwoordformulieren van sociale enquêtes uit de jaren 1920-30, 4000 brieven aan de Drie Koningen (het Catalaanse equivalent van Sinterklaas), 1500 volksverhalen en -liederen, heiligenprentjes en een groot deel van de studiedocumenten van Carreras voor zijn leerstoel ethiek.